# Applikationsvirtualisering
Applikationsvirtualisering är ett begrepp för ett antal tekniker som syftar till att kapsla in tillämpningprogramvara från det operativsystem de exekveras på. 
Applikationsvirtualisering syftar till att ge lättare installation och/eller lättare flyttbarhet/åtkomst av tillämpningsprogramvara (applikationer).
Det finns ett flertal tekniska lösningar på applikationsvirtualisering och vilken som är bäst beror på vilka övriga behov som finns samt vilken spridning applikationen har och övriga krav på eventuella databaser eller applikationsservrar. 
- Microsoft App-V bygger på att applikationen "spelas in" och sparas i en central databas och behörighetsstyrs genom rättigheter i Active Directory. En App-V klient installeras på användarens PC och ansluter mot App-V Servern, vilket gör det möjligt att alltid ha rätt applikationer samt att alla användare kör rätt versioner. En bonus är att det är enkelt att följa upp licensutnyttjandet.
- Citrix XenApp fungerar i stort som Microsoft Softgrid, men XenApp kontrollerar vid varje programuppstart vilken dator som startar applikationen och vilken bandbredd m.m vilket gör det möjligt att starta applikationen från servern vid låg bandbredd och lokalt på PC-klienten vid högre bandbredd eller då applikationen ej kräver databas eller applikationsserveråtkomst.
- VMware ThinApp virtuliserar Windows-baserade applikationer agentlöst. ThinApp har även tekniker som gör att flera virtuella applikationer kan kommunicera med varandra så att funktioner inne i ett program kan kalla på funktioner i en annan virtuell applikation. Placerar du paketet på en filserver så kommer paketet streamas ut till användaren automatiskt.